# Retroflexní aproximanta
Retroflexní aproximanta je souhláska, vyskytující se v některých jazycích. V IPA se zapisuje ɻ, v SAMPA r\`. V češtině se nevyskytuje.
Obvykle se řadí mezi tzv. rhotické (erové) souhlásky.

## Charakteristika
- Způsob artikulace: aproximantní souhláska (aproximanta). Vytváří se přiblížením artikulačních orgánů, které je však menší než u frikativ, takže proudění vzduchu nevytváří tak výrazný šum.
- Místo artikulace: retroflexní souhláska. Úžina se vytváří mezi jazykem a dásňovým obloukem. Špička jazyka je obrácena směrem dozadu (dochází k prohnutí jazyka). Nedochází k přiblížení hřbetu jazyka k tvrdému patru jako u ɲ.
- Znělost: znělá souhláska – při artikulaci hlasivky kmitají.
- Ústní souhláska – vzduch prochází při artikulaci ústní dutinou.
- Středová souhláska – vzduch proudí převážně přes střed jazyka spíše než přes jeho boky.
- Pulmonická egresivní hláska – vzduch je při artikulaci vytlačován z plic.

Přestože se retroflexní aproximanta vyskytuje jen v malém počtu jazyků (v češtině nikoli), vyskytuje se ve dvou jazycích s největším počtem mluvčích – angličtině a mandarínské čínštině. V čínštině se do pinyinu přepisuje jako r a do českého přepisu jako ž (např. 肉 pinyin ròu, v českém přepisu žou, maso). V angličtině se tak v americké výslovnosti vyslovuje r, např. ve slově red – červený. Jinak se vyskytuje např. v tamilštině a malajštině.